# Description linguistique
En linguistique, la description linguistique consiste à analyser et à décrire objectivement l’utilisation actuelle ou historique de la langue par des groupes de population ou par une communauté linguistique.
Selon le linguiste anglais Larry Andrews, la grammaire descriptive est une approche linguistique qui décrit la langue telle qu'elle est utilisée, par opposition à la grammaire prescriptive qui détermine comment la langue devrait être. Par conséquent, l'approche descriptive se concentre sur la manière dont les gens, dans toutes sortes de situations, utilisent la langue, en particulier dans l'emploi standard et plutôt informel de la vie quotidienne, alors que la grammaire prescriptive se concentre sur les règles grammaticales et les structures prédéterminées par les registres de langue et les situations de pouvoir imposées sur les locuteurs par les entités se posant comme détentrices de la norme linguistique. Andrews affirme d'ailleurs que si la plupart des linguistes, sont des grammairiens de type descriptif, la majorité des enseignants tendent à être prescriptifs. De même, les dictionnaires privilégient en principe une approche descriptive,.  
Par exemple, « J’ai acheté un échelle » est une phrase agrammaticale car l’article indéfini un n'a pas été accordé avec le nom commun échelle. Prendre conscience qu'une telle phrase est, au regard des règles de la morphologie, agrammaticale constitue une prescription linguistique. Néanmoins, une approche descriptive reconnait que cette phrase a du sens, et admet la possibilité qu'elle soit produite par une personne qui ne connaît pas le genre du nom, ou qui fait une faute.
La notion de description linguistique permet aux langues d'évoluer, et la frontière entre forme correcte et forme incorrecte peut changer, en particulier entre plusieurs régions où l'on parle la même langue. Par exemple, « un bleuet » a un sens différent au Québec (une baie) et en France (une fleur), et si la prescription change, la description est valable pour le mot[pas clair].

## Les Défis
La description précise de la parole réelle est un problème difficile et les linguistes ont souvent été réduits à des approximations. Presque toute la théorie linguistique trouve son origine dans des problèmes pratiques de linguistique descriptive. La phonologie (et ses développements théoriques, comme le phonème) traite de la fonction et de l'interprétation du son dans le langage. La syntaxe a été développée pour décrire comment les mots sont liés les uns aux autres afin de former des phrases. La lexicologie recueille les mots ainsi que leurs dérivations et transformations ; elle n'a pas donné lieu à beaucoup de théorie généralisée.